# يان هارتي
يان هارتي (بالإنجليزية: Ian Harty)‏ هو لاعب كرة قدم بريطاني، ولد في 8 أبريل 1978 في بلزهيل ‏ في المملكة المتحدة. لعب مع دارلينجتون إف سى وريث روفرز ونادي ألبيون روفرز ونادي بريتشين سيتي ونادي ستنهاوسموير وهاميلتون أكاديميكال.

## وصلات خارجية
- يان هارتي على موقع قاعدة بيانات كرة القدم.إي يو (الإنجليزية)
- يان هارتي على موقع Soccerbase.com (لاعب) (الإنجليزية)